# Gjekë Marinaj
Gjekë Marinaj (n. 26 mai 1965, Districtul Malësi e Madhe, Regiunea Shkodër, Albania) este un poet, scriitor, traducător și critic literar de origine albanezo-americană, și fondatorul Teoriei Protonismului. Locuind în mod curent in Statele Unite ale Americii, el a fost primul președinte a Asociației Scriitorilor Albanezo-Americani, fondată în 2001 și a publicat multiple cărți de poezie, proză și critică literară. În 2008, lui Marinaj i-a fost acordat Premiul Pjetër Arbnori pentru literatură de către QNK, ce face parte din Ministerul Turismului, Culturii, Tineretului și Sportului al Albaniei.

## Biografie și carieră
Născut in 1965 în Districtul Malësi e Madhe District din nordul Albaniei, Marinaj și-a început cariera de scriitor ca și corespondent cenzurat ce publica în diverse medii media scrise albaneze, mai întâi in ziarul local din Shkodra, apoi în o serie de publicații naționale albaneze printre care Zëri i Rinisë ("Vocea Tineretului"), Luftëtari ("Luptătorul"), Vullnetari ("Voluntarul"), și Drita ("Lumina"). În august 1990, Marinaj a publicat o satiră anti-comunistă intitulată "Cai" (în albaneză: Kuajt) și, fiind conștient de arestul său iminent de către regimul comunist, pe data de 12 septembrie 1990, Marinaj a fugit de autorități trecând illegal granița Albanezo-Iugoslavă, fugind în Iugoslavia și mai târziu în Statele Unite. A ajuns în San Diego în iulie 1991, apoi s-a mutat în Richardson, Texas. În 2001, Marinaj a fondat Asociația Scriitorilor Albanezo-Americani, unde a avut funcția de președinte până în 2009.

## În timpul petrecut în Serbia
În dimineața lui 12 septembrie 1990, a ajuns la Podgorica, Muntenegru. Doua săptămâni mai târziu, a fost transferat în Serbia, unde a petrecut câteva luni în Padinska Skela, o tabără de refugiați din vecinătatea Belgradului. A fost mutat apoi în hotelul Avala, o stațiune turistică montană care a fost convertită în tabără de refugiați de către Națiunile Unite. Și-a asigurat un loc de muncă instalând linii telefonice, petrecându-și timpul liber învătând limba sârbă. În mai 2011, în timpul unui interviu pentru OMNIBUS TV, Marinaj a declarat că este foarte recunoscător poporului sârb pentru tratamentul foarte bun cu care l-au primit în timpul acestui moment foarte dificil din viața sa
.

## Interviuri
În timp ce își construia cu atenție noua viață în America, Marinaj a continuat să lucreze ca și ziarist colaborator independent pentru media albaneză; munca sa independentă include și interviuri cu președintele George H. W. Bush, al nouălea și actualul președinte al Israelului, Shimon Peres, și a faimosului fotbalist Pelé.

## Cai
Marinaj a publicat poezia intitulată "Cai" în ziarul albanez Drita, care, la prima vedere, părea a fi un simplu poem despre animale de fermă, dar care era de fapt un comentariu satiric social și politic despre mânarea și închiderea în țarcuri a poporului albanez de către un regim comunist opresiv. Poemul a apărut în Drita pe data de 19 august 1990, iar răspunsul primit a fost imediat și covârșitor, deoarece simpla cutezare de a publica un asemenea poem evident subversiv într-o publicație națională i-a uimit pe albanezi (și la scurt timp și comunitatea internațională). "În câteva ore, exemplarele Drita s-au epuizat complet în toată țara, așa că oamenii au recurs la a mâzgăli poemul pe bucați de hârtie pe care le-au împărțit de la unul la altul prin metrou și pe stradă și după câteva luni, protestatarii recitau poemul prin megafoane” în timpul protestelor anti-guvernamentale. Din acest punct de vedere, " cuvintele lui Marinaj au inspirat libertate, au ajutat să învingă comunismul în Albania." Totuși, "văzând alți poeți spânzurați în centrul orașului pentru exprimarea noțiunilor similare de libertate și independență, Marinaj știa că trebuia să părăsească țara imediat; și-a împachetat câteva din cărțile preferate, a spus familiei că va pleca în vacanță, și a plecat într-o călătorie de opt ore peste munții ce ducea în Iugoslavia."

## Educația în America
În urma educației primite în Albania, Marinaj a dobândit o diplomă de studii profesionale în științe de la Colegiul Brookhaven, în 2001. Și-a continuat educația la Universitatea Texas din Dallas unde a absolvit Magna Cum Laude în 2006 cu o licență în studii literare, și un masterat în același subiect în 2008. Peste trei ani, a primit un certificat în Studiile Holocaustului de la Centrul Ackerman pentru Studiile Holocaustului.

### Doctor în Filosofie
Universitatea Texas din Dallas i-a acordat lui Marinaj un doctorat (PhD) în 2012. Dizertație sa, a cărei temă centrală este istoria și filosofia poeziei orale din Balcani și Teoria Traducerii intitulată "Poezia Orala in Albaneză și Alte Culturi Balcanice: Traducerea Labirintului Intraductibilității".

## Teoria Protonismului
Potrivit Dallas Morning News, Teoria Protonismului a lui Marinaj caută să "promoveze pacea și gândirea pozitivă" prin critică literară. Teoria Protonismului propune că sunt atât puncte forte și slabe în fiecare operă de literatură dar agumentează că interesele personale și prejudecățile criticului influențează gradul de atenție pe care acele puncte le primesc. Marinaj a pus bazele Teoriei Protonismului în 2005 ca un răspuns la torentul de critici negative nefondate provenite din mediul academic din Europa de Est, urmând căderea comunismului și ca răspuns, a dezvoltat Teoria Protonismului pentru a oferi un teren comun prin care criticii pot evalua o operă literară într-o manieră mai obiectivă. Protonismul se bazează pe cinci principii centrale: adevăr, cercetare, restitușie, protonismiotică, și etică.

## Ocupația actuală
Marinaj predă Engleză și Comunicare, printre alte cursuri, la Colegiul Richland, din 2001.

## Cărți publicate
Marinaj a publicat mai multe cărți de poezie, jurnalism și critică literară. Printre cele trei cărți de poezie ale sale se numără Mos më ik larg (Nu Pleca De Lângă Mine), Infinit (Infinit), și Lutje në ditën e tetë të javës (Rugăciune în A Opta Zi a Săptămânii). În plus, a publicat o carte ce conține interviuri cu autori intitulată Ana tjetër e pasqyrës (Cealaltă Parte a Oglinzii), o carte ce a selectat articole și eseuri intitulată Ca gjëra nuk mund të mbeten sekret (Anumite lucruri nu pot fi ținute secret), și o carte de critică literară intitulată Protonizmi: nga teoria në praktikë (Protonismul: Teorie în practică).

## Traduceri
Marinaj, care a fost invitat să fie editorul Translation Review, a tradus mai multe cărți din engleză în albaneză , și două din albaneză în engleză, printre care o colecție de poezie orală epică (împreună cu Frederick Turner (poet)) și a editat mai mult de 12 cărți în ambile limbi.

## Recunoașteri și recepția criticilor
Marinaj a primit Premiul Pjetër Arbnori pentru literatură din partea QNK, parte a Ministerului Culturii din Albania, în 2008.